# Quercus andrewsii
Quercus andrewsii är en bokväxtart som beskrevs av Charles Sprague Sargent. Quercus andrewsii ingår i släktet ekar, och familjen bokväxter.
Artens utbredningsområde är Oklahoma. Inga underarter finns listade.